# 공항철도의 차량
공항철도의 차량은 2007년 3월 인천국제공항의 교통 편의를 위한 공항철도 개통으로 2006년 8월부터 2010년 7월까지 도입된 인천국제공항철도의 전기 동력분산식 열차다. 1000호대, 2000호대로 구분된다.

## 차량 목록
- 1000호대
- 2000호대

## 기술적 사양
기본적 사양은 현대로템에서 개발한 한국형 표준 전동차에 기초해 제작됐다. 기본적인 구체는 알루미늄 압출형재로 이뤄져 있으며, 현대로템사의 IPM기반 VVVF-IGBT 2레벨 제어를 채택하고 있다. 2000번대(일반열차)는 전형적인 통근형 전동차에 맞는 롱시트이며 출입문은 외부돌출식의 슬라이딩 도어를 채택하고 있으며, 1000번대 직통열차는 KTX와 동일한 경량형태의 리클라이닝 시트를 배치했는데 회전은 되지 않으며 시트의 방향이 중앙부에서부터 서로 반대방향을 바라보고 있는 것이 특징이다. 출입문은 스크류모터로 구동된 플러그인 방식의 도어를 장착했으며 차량간 연결로 부분에도 자동문을 설치하고 있다. 인천국제공항 방향 선두차 부분은 서울역 도심공항터미널(CAT)의 항공기 탑승객 수하물의 보관 시설이 있고 최초엔 없으나 2014년 8월 4호차에 화장실이 추가 설치됐다. 다만, 2000번대 일반열차는 화장실 시설이 없다.

## 특이 사항

### 반입 과정
- 1차분: 별다른 연결선이 없었던 관계로, 제작사인 현대로템에서 인천역까지 이동해 이후 인천 축항선으로 반입하고 축항에서 트레일러에 적재, 다시 바지선에 적재해 영종도로 이동한 뒤에 영종도에서 용유차량기지까지 이동했다.(101~103편성, 201~209편성)

- 2차분: 2차분부터는 제작사인 현대로템의 소재지인 신창원역을 출발해 수색역까지 철도를 이용하여 갑종회송하고 수색역에서부터 김포공항역까지는 입환기로 이동, 김포공항역에서부터 용유차량기지까지는 자력회송으로 이동했다. 2차분 14개의 편성은 이러한 절차를 밟아 2010년 7월 말까지 도입을 하게 됐다. (104~106편성, 210~220편성)
- 3차분: 현대로템 창원공장->신창원역->김포공항역 연결선을 통해 도입됐다. (221~222편성) (2017년 도입)

### 운영 최고 속도에 대한 논란
공항철도 전 노선은 고속화된 노선으로써 장대레일등을 사용해 선로 상의 최고속도는 200km/h까지 운용이 가능하나 정작 전동차는 110km/h급의 광역용 전동차가 도입됐으며, 일부 구간 (교량 및 지하구간)에서는 90km/h 이하의 속도로 운용된다.

## 같이 보기
- 수도권 전철의 차량